# Евгеника

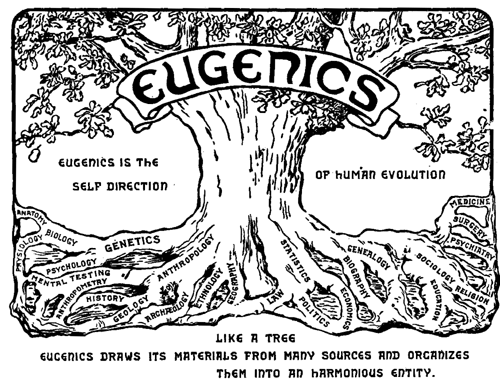
Логотип второй Международная конференция по евгенике (1921), изображающий евгенику в качестве дерева, объединяющего различные науки

Евге́ника (от др.-греч. εὐγενής — дословно — «благородный; породистый») — учение об улучшении человека при помощи искусственного отбора (селекции). Учение было призвано бороться с явлениями вырождения в человеческом генофонде. Сторонники евгеники называются евгенистами.
Это учение в современном его понимании зародилось в Англии, его лидером был Френсис Гальтон — двоюродный брат Чарльза Дарвина. Именно Гальтон придумал термин «евгеника». Гальтон намеревался сделать евгенику «частью национального сознания, наподобие новой религии».
Евгеника была широко популярна в первые десятилетия XX века, но впоследствии стала ассоциироваться с нацистской Германией, отчего её репутация значительно пострадала. В послевоенный период евгеника стала рассматриваться в академических кругах как теоретическая основа преступлений нацизма, таких как практика расовой гигиены, эксперименты нацистов над людьми и уничтожение «нежелательных» социальных групп.
К концу XX века развитие генетики и репродуктивных технологий, а также очевидное развитие демографической ситуации и социальных тенденций в направлении, предсказанном сторонниками евгеники, снова подняло вопрос о значении евгеники и её этическом и моральном статусе в современную эпоху.
В современной науке многие проблемы евгеники, особенно борьба с наследственными заболеваниями, решаются в рамках генетики человека.

## Виды евгеники
Различают «положительную» и «отрицательную» евгенику (хотя грань между ними условна).
Цель положительной евгеники — содействие воспроизводству людей с признаками, которые рассматриваются как ценные для общества (отсутствие наследственных заболеваний, хорошее физическое развитие и высокий интеллект).
Цель отрицательной евгеники — прекращение воспроизводства лиц, имеющих наследственные дефекты, в том числе наследственные заболевания.
«Русское евгеническое общество», существовавшее с 1920 по 1929 годы, отвергало отрицательную евгенику и занималось проблемами евгеники положительной.

## Исторический аспект

### Древний мир и Средние века
Основы селекции были известны скотоводческим народам с глубокой древности; и не только скотоводам.
Так, в Авесте приводится диалог с иранским Ноем: «Так сказал Ахура-Мазда Йиме: „И ты сделай Вар (глинобитную крепость) размером в бег (мера длины) на все четыре стороны и принеси туда… семя всех самцов и самок, которые на этой земле величайшие, лучшие и прекраснейшие. Туда принеси семя всех родов скота, которые на этой земле величайшие, лучшие и прекраснейшие. Туда принеси семя всех растений, которые на этой земле высочайшие и благовоннейшие… Пусть там не будет ни горбатых спереди, ни горбатых сзади, ни увечных, ни помешанных, ни с родимыми пятнами, ни порочных, ни больных, ни кривых, ни гнилозубых, ни прокажённых, чья плоть выброшена, ни с другими пороками, которые служат отметинами Анхра-Манью, наложенными на смертных“».
В VI веке до н. э. древнегреческий поэт Феогнид писал: «Мы ищем быков, ослов и жеребцов хороших статей и верим в то, что от хорошего будет хорошее. И вместе с тем хороший человек не остерегается брака с порочной дочерью порочного родителя… Так не удивляйся ухудшению стати нашего народа из-за того, что хорошее смешивается с низменным».
Плутарх утверждал, что в Спарте детей, признанных неполноценными (такое решение выносили старейшины) по тем или иным критериям, живьём сбрасывали в пропасть. Долгое время историческая наука принимала на веру это утверждение, но никаких доказательств тому, кроме свидетельств Плутарха, найдено не было. В 2007 году греческие археологи опровергли этот миф.
Платон в своем труде «Государство» писал, что не следует растить детей с дефектами или рождённых от неполноценных родителей. Неполноценным, а также жертвам собственных пороков должно быть отказано в медицинской помощи, а «моральных выродков» следует казнить. В то же время идеальное общество, по Платону, обязано поощрять временные союзы избранных мужчин и женщин, с тем чтобы они оставляли здоровое и интеллектуальное потомство.
Схожие идеи выдвигал и Аристотель, считавший, что государство должно всячески способствовать увеличению количества индивидов, относимых к высшим типам.
Существование подобных концепций в эпоху Возрождения подтверждается строкой Шекспира в «Буре» (акт IV, сцена I), следующим образом описывающей Калибана: «Дьявол, прирождённый дьявол, на чью природу воспитание никак не может повлиять.» (A devil, a born devil, on whose nature Nurture can never stick). С тех пор в англоязычном мире дискуссия о роли наследственности и социальных факторов в формировании личности получила символическое обозначение Nature versus Nurture.
У народов Крайнего Севера была распространена практика убийства физически неполноценных новорождённых как не способных выжить в суровых условиях тундры.

Классовое разделение британского общества на основе наследственности по Гальтону

### Рождение понятия «евгеника»
Основные принципы евгеники были сформулированы английским психологом Фрэнсисом Гальтоном в конце 1863 года. Он предложил изучать явления, которые могут улучшить наследственные качества будущих поколений (одаренность, умственные способности, здоровье). Первые эскизы теории были представлены им в 1865 году в статье «Наследственный талант и характер» («Hereditary Talent and Character»), более детально разработаны в книге «Наследование таланта» («Hereditary Genius», 1869).
В 1883 году Гальтон ввёл понятие евгеники для обозначения научной и практической деятельности по выведению улучшенных сортов культурных растений и пород домашних животных (см. Селекция), а также по охране и улучшению наследственности человека.
В этот же период были сформированы основные идеи социального дарвинизма, оказавшие сильное влияние на умонастроения философов того времени. Ф. Гальтон ввёл термин «евгеника» в 1883 году, в своей книге «Исследование человеческих способностей и их развития» («Inquiries into Human Faculty and Its Development»). В 1907 году Гальтон определил евгенику как «науку, занимающуюся всеми факторами, улучшающими врождённые качества расы». В том же году им было основано Общество евгенического образования, ставшее первым в мире евгеническим обществом. Позже Келликотт определил евгенику как «социальное управление эволюцией человека».
Первоначально перед евгеникой ставились гуманные цели (борьба с наследственными заболеваниями, общее увеличение интеллектуального потенциала человечества и т. п.). Евгеника была поддержана современными Гальтону научными кругами и стала академической дисциплиной, преподававшейся во многих колледжах и университетах.

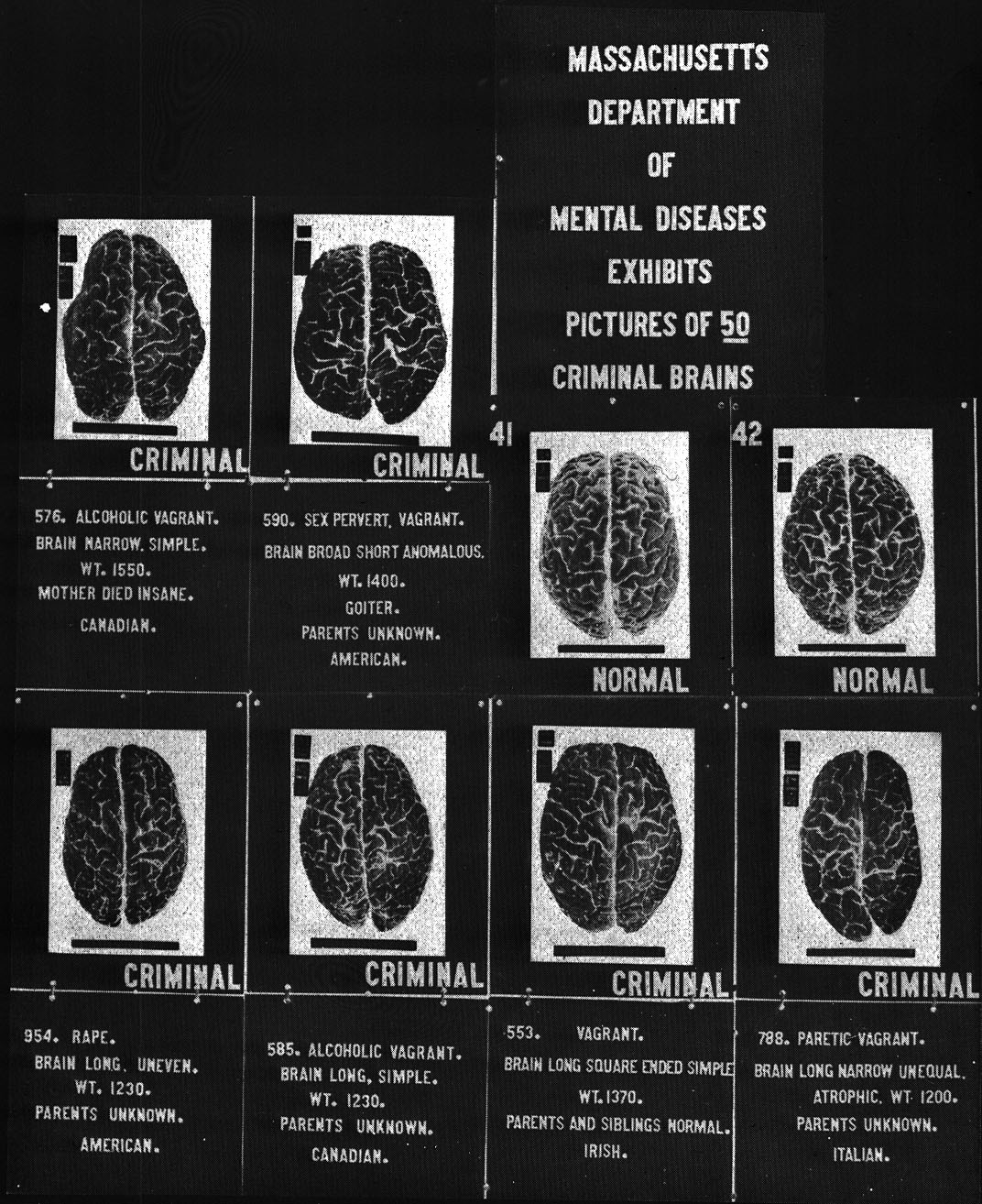
Мозг преступников, университетская библиотека штата Пенсильвания, 1920-е годы

## XX век
Евгенические теории получили широкое распространение в научных кругах и среди населения разных стран после публикации результатов исследования многих поколений нескольких американских родов, происходивших от асоциальных предков, в которых асоциальность передавалась из поколения в поколение, что воспринималось многими как доказательство необходимости проведения государством определённой политики, направленной на «улучшение расы».
Наиболее известными примерами таких исследований были «Семья Джуков» («The Jukes family») и «Семья Калликаков». Первый род, состоявший из потомков некоего бродяги с кличкой «Джук», впервые исследованный в 1877 году, насчитывал семь поколений общей численностью около 1 200 человек, из которых 300 умерли в младенчестве; 310 были профессиональными нищими, проведшими в приютах в совокупности 2 300 лет; 440 стали инвалидами по собственной вине; более половины женщин в роду стали заниматься проституцией; 130 были осуждены за различные преступления; только 20 человек в роду овладели какой-либо профессией, причем 10 из них сделали это, находясь в тюремном заключении. Расходы государства на этот род составили свыше 1 250 000 долларов.
Сторонник евгеники Лотроп Стоддард писал, что при проведении в 1915 году второго исследования этого же рода, насчитывавшего к тому времени девять поколений с общей численностью 2 820 человек, половина из которых были живы и проживали в разных местах страны, были выявлены «те же самые умственная отсталость, праздность, распутство и бесчестность, несмотря на то, что на судьбу членов рода уже не оказывала негативного влияния их дурная семейная репутация, и что они теперь существовали в лучших социальных условиях». Совокупные расходы государства на этот род в 1915 составляли уже около 2 500 000 долларов.
Исследование «Семьи Калликаков» представлялось ещё более основательным подтверждением евгенических теорий, полагающих наследственность основным фактором формирования человеческой личности, поскольку здесь исследовались два рода, начатые общим предком и представлявшие собой потомков внебрачной связи с умственно отсталой служанкой в одном случае и брака с женщиной из «порядочной семьи» в другом.
Подобные исследования, на которые, в частности, опирался сторонник евгеники Лотроп Стоддард в своей книге «Бунт против цивилизации» (The Revolt Against Civilization), изданной в 1922 году, и ярко контрастирующие с ними — по своим результатам — исследования таких родов, как, например, род американского проповедника XVIII века Джонатана Эдвардса привели к тому, что в нескольких странах евгеника утвердилась на государственном уровне, и их правительства стали применять её для «улучшения человеческих качеств». По мнению сторонников евгеники (таких как сам Стоддард, а также цитируемых им в книге Popenoe and Johnson, Whetham и др.), государство в данном случае было призвано не «вершить судьбы» людей, но лишь заместить собой механизм естественного отбора, практически переставший действовать в результате существенного облегчения социальных условий и преобладания в обществе филантропических тенденций. Поэтому в целях «улучшения расы» вредные для общества лица подобные потомкам Джука (бродяги, алкоголики, «половые извращенцы») подлежали принудительной стерилизации. В противном случае — предупреждали сторонники евгеники — общество будет нести увеличивающиеся до непомерности расходы, вызываемые наличием таких людей, как Джук и его потомки, что неизбежно приведет к банкротству государства.
Подобные же программы осуществлялись в 1920—1950 гг. и в ряде штатов США.
На международном конгрессе по вопросам евгеники, который проходил в Нью-Йорке в 1932 году, один из специалистов прямо заявил следующее:
«Нет никакого сомнения, что если бы в Соединённых Штатах закон о стерилизации применялся бы в большей мере, то в результате меньше чем через сто лет мы ликвидировали бы по меньшей мере 90 % преступлений, безумия, слабоумия, идиотизма и половых извращений, не говоря уже о многих других формах дефективности и дегенерации. Таким образом, в течение столетия наши сумасшедшие дома, тюрьмы и психиатрические клиники были бы почти очищены от своих жертв человеческого горя и страдания».
В некоторых штатах США для лиц, совершивших преступления на сексуальной почве, возможность замены пожизненного заключения добровольной кастрацией предусмотрена и до настоящего времени.
В этом случае кастрация выполняет одновременно как карательную, так и превентивную роль.
Первый штат, который принял евгенические законы — Индиана (в 1907 году).
Одни из самых жестоких евгенических законов существовали в Северной Каролине. К примеру, стерилизация делалась автоматически всем людям, чей IQ был ниже 70. Также поощрялась стерилизация среди бедняков — за эту операцию им даже платилась премия в 200 долларов .

### Евгеника в Европе
В Европе такая кастрация была впервые осуществлена в 1925 году в Дании по решению суда.
С 1934 по 1976 годы программа принудительной стерилизации «неполноценных» осуществлялась в Швеции.
В Латвии закон о принудительной стерилизации был принят в 1937 году. Лидерами в продвижении евгенических концепций в Латвии были психиатры Э. Планис и Херманис Салтупс.

### В нацистской Германии

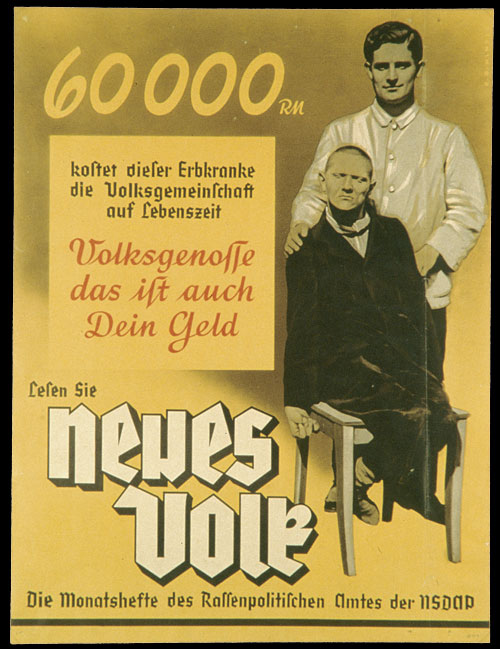
Пропаганда нацистской Программы Т-4: «60 тыс. рейхсмарок — вот во что этот человек, страдающий наследственной болезнью, обходится обществу при жизни. Согражданин, это и твои деньги тоже», Управления расовой политики, издание «Новый народ»

В нацистской Германии (1933—1945) термин евгеника не использовался, и не было никаких государственных программ, использующих этот термин. Но ряд практик нацистской расовой гигиены был напрямую связан с евгеникой: принудительной стерилизации подвергались различные «неполноценные лица»: евреи, цыгане, люди с отклонениями в развитии, душевнобольные, коммунисты и т. д. Затем было принято решение о большей сообразности их физического уничтожения[уточнить].
Нацистские евгенические программы сначала проводились в рамках государственной программы «предотвращения вырождения немецкого народа как представителя арийской расы», а впоследствии — и на захваченных территориях других стран в рамках нацистской «расовой политики»:
- Программа Т-4 — уничтожение психических больных и вообще больных более пяти лет как нетрудоспособных
- Преследование гомосексуальных мужчин
- Лебенсборн — зачатие и воспитание в детских домах детей от служащих СС, прошедших расовый отбор, то есть не содержащих «примесей» еврейской и вообще неарийской крови у их предков
- «Окончательное решение еврейского вопроса» (полное уничтожение евреев) (см. также Холокост, Айнзатцгруппа).
- План «Ост» — захват «восточных территорий» и «сокращение» коренного местного населения как относящегося к низшей расе.

Строго говоря, из нацистских евгенических программ лишь «Лебенсборн» являлся именно евгенической программой (положительной направленности). Сторонники евгеники призывали не к умерщвлению «дегенератов» и «низших», но лишь к предотвращению — пусть даже насильственному — их размножения. Вот как об этом писал сторонник евгеники Л. Стоддард:
«Когда евгеника говорит, что „дегенераты должны быть устранены“, она имеет в виду не существующих дегенератов, но их потенциальное потомство. Если бы евгеника взяла верх, то таких потенциальных детей никогда бы не было. Но после достижения этой наивысшей цели не было бы никаких причин для хоть сколько-нибудь недружественного отношения к дефективным личностям. В самом деле, вдохновленное принципами евгеники общество относилось бы к дегенератам и низшим гораздо лучше, чем к ним относятся сейчас, поскольку такое общество не боялось бы того, что расширение благотворительности приведет к увеличению числа низших. Также оно было бы более склонно к доброму отношению, поскольку понимало бы, что дефекты вызываются наследственностью, и что плохая идиоплазма не может быть ни наказана, ни изменена».
Истребление же нацистами неугодных им социальных или этнических групп было действием политического характера, не имеющим отношения к евгенике как таковой, точно так же, как, например, никакого отношения к евгенике не имела политика «ликвидации кулачества как класса».

### В СССР
Советскими евгеническими программами можно считать достаточно продолжительную, хотя и мало известную ныне деятельность Русского евгенического общества. В СССР евгеника была запрещена в годы ежовщины, и в последующие годы евгеническая проблематика развивалась в рамках более узких научных дисциплин, не доходя до философско-идеологических обобщений.

## Евгеника и современность
По мнению генетика С. М. Гершензона, в связи с быстрым развитием генетики вообще и геномики в частности, евгеника как самостоятельная наука утратила свой смысл.
Сейчас евгеника — это прошлое, притом сильно запятнанное. А цели, поставленные перед евгеникой её основателями и ею не достигнутые, перешли полностью в ведение медицинской генетики, быстро и успешно продвигающейся вперёд.

### Евгеника как госполитика
В силу негативного ореола вокруг термина, создавшегося после деятельности нацистов, практически никто не решается назвать политику поощрения размножения более умных и здоровых граждан евгеникой. Хотя сама политика проводится, к примеру, в Сингапуре, КНР.

### Дискуссия вокруг евгеники

#### Доводы «за»
Предполагается, что в развитых странах растёт так называемый генетический груз. В том числе это может быть результатом сохранения маложизнеспособных особей (например, при переводе беременных в режим «на сохранение»).
Второй причиной роста генетического груза является развитие медицины, которое позволяет дойти до репродуктивного возраста лицам, имеющим значительные врождённые генетические аномалии или заболевания. Эти заболевания ранее были препятствием к передаче дефектного генетического материала следующим поколениям. В связи с этими факторами концепция евгеники в отношении человека сегодня более актуальна, нежели 100 лет назад.
Способом сокращения генетического груза, помимо аборта, основанного на результатах анализов, в том числе амниотической жидкости, является превентивное консультирование родителей в медико-генетических центрах.
Евгенические принципы сегодня частично реализуются в рекомендациях к желательной и нежелательной беременности — пока что такие оценки проводятся на основании опроса или биотестирования лишь небольшой категории лиц, входящих в т. н. «группу риска». Социальной компенсацией для лиц, не имеющих шансов на рождение собственного здорового потомства, является институт усыновления.

#### Доводы «против»
Во-первых, слабо изучено наследование многих признаков, которые рассматриваются в современном обществе как отрицательные (пьянство, наркомания и т. д.) и положительные (высокий IQ, крепкое здоровье и т. д.).
Во-вторых, лица, страдающие врождёнными соматическими дефектами (слабый иммунитет, плохое физическое развитие), могут обладать интеллектуальными качествами, ценными для общества.
Научная репутация евгеники была поколеблена в 1930-х, когда евгеническая риторика стала использоваться для обоснования расовой политики нацистской Германии. В послевоенный период научное сообщество и широкие массы ассоциировали евгенику с преступлениями нацистской Германии. Конрад Лоренц, как сторонник «практической» евгеники в нацистской Германии, после Второй мировой войны был «персоной нон грата» во многих странах. Тем не менее существовал ряд региональных и национальных правительств, которые поддерживали евгенические программы до 1970-х годов.

### Пренатальная диагностика
Пренатальная диагностика позволяет установить наличие у развивающегося плода широкого спектра наследственных заболеваний или хромосомных аберраций и может способствовать отрицательной евгенике, если родители по результатам диагностики решат прервать беременность.
В настоящее время в ряде стран уже доступна пренатальная (то есть дородовая) диагностика эмбриона, развившегося в результате искусственного оплодотворения (при числе клеток около 10). Определяется наличие маркеров около 6000 наследственных заболеваний, после чего решается вопрос о целесообразности имплантации эмбриона в матку. Это позволяет иметь собственного ребёнка парам, ранее рисковавшим из-за высокой вероятности возникновения наследственных заболеваний. С другой стороны, некоторые специалисты считают, что практика вмешательства в природное разнообразие генов несёт в себе определённые скрытые риски. Тем не менее эти методы разработаны не для улучшения генофонда человека, а для помощи отдельным парам в осуществлении их желания завести ребёнка.

### Возможности современной науки для улучшения человеческого генофонда
В настоящее время бурно развивается новое направление в медицине — генотерапия, в рамках которого, как предполагают, будут найдены методы лечения большинства наследственных болезней. Однако в настоящее время во многих странах действует запрет на внесение генетических изменений в клетки зародышевой линии (половые клетки и их предшественники). Если в будущем этот запрет будет снят, актуальность отсева «дефективных» членов общества (то есть актуальность негативной евгеники) существенно снизится или полностью исчезнет.
Кроме этого разрабатываются эффективные методы не только исправления, но и научно обоснованного улучшения генома различных организмов. Когда у человечества появится возможность целенаправленного изменения любого отдельно взятого генома, полностью потеряет смысл позитивная евгеника как практика, способствующая воспроизводству людей с определённым генотипом.

### Пример евгеники: программа предотвращения β-талассемии на Сардинии
Примером длительной и успешной практики использования абортов для предотвращения рождения детей с тяжёлыми патологиями является программа предотвращения β-талассемии на Сардинии (Италия). В середине 1970-х была начата массовая программа пренатальной диагностики плодов, гомозиготных по гену талассемии (то есть ребёнок, развившийся из такого плода, обречён на тяжёлое заболевание, для предотвращения летального исхода необходимо переливание донорской крови с периодичностью в 20—30 дней), родителям предоставлялся выбор — прерывать беременность или нет. В результате частота рождения детей, больных талассемией, на Сардинии за 25 лет снизилась в 20 раз. Оставшиеся 5 % больных детей появляются при информированном согласии родителей.

## Запрет евгенической практики в Европейском союзе (2000)
В рамках ЕС Хартией основных прав Европейского союза (Ницца, 7 декабря 2000 года) запрещены некоторые виды евгенических практик: статья 3 декларирует «запрещение евгенической практики, прежде всего той, которая направлена на селекцию человека».
В то же время, аборты по медицинским показаниям (одна из самых распространённых евгенических практик) в большинстве стран ЕС разрешены.

## Конвенция о биомедицине и правах человека (2005)
Страны — члены Совета Европы и другие страны, поддерживая Всеобщую декларацию прав человека (1948) и Конвенцию о защите прав человека и основных свобод (1950), подписали Конвенцию о биомедицине и правах человека 2005 года.
Статья 11 (Запрет дискриминации) конвенции гласит: Запрещается любая форма дискриминации по признаку генетического наследия того или иного лица.

Статья 13 (Вмешательства в геном человека) гласит: Вмешательство в геном человека, направленное на его модификацию, может быть осуществлено только в профилактических, терапевтических или диагностических целях и только при условии, что подобное вмешательство не направлено на изменение генома наследников данного человека.

Статья 18 (Исследования на эмбрионах, проводимые «in vitro») гласит:
1. В случаях, когда закон разрешает проведение исследований на эмбрионах «in vitro», законом же должна быть предусмотрена адекватная защита эмбрионов.
2. Запрещается создание эмбрионов человека в исследовательских целях.

Существующие международные документы по данной теме:
- Всеобщая декларация о геноме человека и правах человека, ЮНЕСКО, 1997[35]
- Конвенция о защите прав и достоинства человека в связи с применением достижений биологии и медицины: Конвенция о правах человека и биомедицине (Совет Европы, 1997) и дополнительные протоколы к ней: о запрете клонирования человека, о трансплантологии и биомедицинских исследованиях.
- Всеобщая декларация о биоэтике и правах человека, ЮНЕСКО, 2005
- Декларация о клонировании человека, ООН, 2005[36]
- Хельсинкская декларация Всемирной медицинской ассоциации (1964 года, с последней редакцией 2000 года) «Этические принципы проведения научных медицинских исследований с участием человека».

## В популярной культуре
- Биопанк — направление в научной фантастике
- Роман «Город Солнца» (1602) Томмазо Кампанеллы
- Повесть «Собачье сердце» (1925) Михаила Булгакова
- Роман «О дивный новый мир» (1932) О. Хаксли
- Роман «Там, за гранью» (1942) Роберт Хайнлайн
- Роман «Достаточно времени для любви или жизни Лазаруса Лонга» (1973) Роберт Хайнлайн
- Повести «Понедельник начинается в субботу» (1965), «Волны гасят ветер» (1984) А. и Б. Стругацких
- Бене Гессерит — организация во вселенной Дюны (с 1965) Фрэнка Герберта
  - Квизац Хадерах — мужчина, способный заглядывать в генетическую память предков
- Роман «Схизматрица» (1985) Брюса Стерлинга; Шейперы — антагонисты Механистов (киборгов)
- Цивилизация Цетаганды цикла «Сага о Форкосиганах» (с 1987) Лоис Макмастер Буджолд
- Цикл книг «Хроники полукровок» (известный также как «Эльфийская дилогия»; с 1991) Андрэ Нортон
- Роман «Выбраковка» (1999) Олега Дивова
- Роман «Геном» (1999) Сергея Лукьяненко
- Роман «Девочка в стекле» (2005) Джеффри Форда
- Роман «Из Нового Света» (2008) Юсукэ Киси
- Роман — компьютерная игра «Квест» (2009) Б. Акунина
- Вселенная BattleTech (с 1984)
- «Тран. Создатель чудовищ» Джордж Роберт Кинг
- «Новый Вавилон» — социальная фантастика Игоря Миста
- Джэффри Сэкетт, «Клеймо оборотня»
- Сериал «Доктор Кто» (1963..1989)
  - 4 сезон, 4 и 5 серии (План сонтаранцев; Отравленное небо)
  - 4 сезон, 6 серия (Дочь Доктора)
  - 4 сезон, 12 и 13 серии (Украденная Земля; Конец Путешествия)
  - специальные рождественский (25 декабря 2009) и новогодний (1 января 2010) выпуски (Конец Времени)
  - 6 сезон, 5 и 6 серии (Мятежная плоть; Почти люди)
- Звёздный путь: оригинальный сериал; Сезон 1. Серия 22 (1967)
- Сериал «Секретные материалы» (1993..2002)
  - 1 сезон, 11 серия (Ева)
- Фильм «Гаттака» (1997)
- Аниме-сериал Звёздный герб (Seikai no Monshou, Seikai no Senki) (1999)
- Фильм «Багровые реки» (2000)
- Сериал «C.S.I.: Место преступления» (с 2000)
- Сериал «Темный ангел» (2000—2002)
- Фильм Бессмертные: Война миров; корпорация «Евгеника» (2004)
- Фильм «Остров» Майкла Бея (2005)
- Фильм «Идиократия» (2006)
- Фильм «Новый человек» (2007) Клауса Хярё
- Сериал «Расследование Мёрдока» 3 сезон 8 серия «Будущее не совершенно» (2010)
- Фильм «Химера» режиссёра Винченцо Натали (2010)
- Роман «Проект Феникс» Франк Тилье
- Фильм Стартрек: Возмездие (2013)
- Фильм Столетний старик, который вылез в окно и исчез (2013)
- Сериал «Больница Никербокер» (2015)
- Сериал «Черное Зеркало» (2011) 3 сезон 5 серия «Люди против огня»
- Компьютерная игра «STASIS» (2015)
- Компьютерная игра «CAYNE» (2017)
- Компьютерная игра «Fallout 4[37]» (2015)
- Сериал «Sпарта» (2018)
- Сериал «Тёмное дитя» (Orphan Black) (2013)
- Фильм «Дитя робота» (I Am Mother) (2019)